# Língua baúle
Baúle (em francês: baoulé; em baúle: bawule) é o idioma dos baúles e uma das línguas nigero-congolesas faladas na Costa do Marfim. É falada por 4 654 060 indivíduos e é grafada com alfabeto latino.

## Fonologia

### Consoantes
|             |             | Bilabial | Labial | Alveolar | Palatal | Labiovelar | Velar |
| ----------- | ----------- | -------- | ------ | -------- | ------- | ---------- | ----- |
| Plosiva     | Lênis       | p        |        | t        | c       |            | k     |
| Plosiva     | Fortis      | b        |        | d        | ɟ       |            | ɡ     |
| Fricativa   | Lênis       |          | f      | s        |         |            |       |
| Fricativa   | Fortis      |          | v      | z        |         |            |       |
| Nasal       | Nasal       | m        |        | n        | ɲ       |            |       |
| Africada    | Lênis       |          |        |          |         |            | kp    |
| Africada    | Fortis      |          |        |          |         |            | gb    |
| Lateral     | Lateral     |          |        | l        |         |            |       |
| Vibrante    | Vibrante    |          |        | r        |         |            |       |
| Aproximante | Aproximante |          |        |          | j       | w          |       |

### Vogais/Nasais
|              | Anterior | Posterior |
| ------------ | -------- | --------- |
| Fechada      | i ĩ      | u ũ       |
| Meio fechada | e        | o         |
| Meio aberta  | ɛ ɛ̃      | ɔ ɔ̃       |
| Aberta       | a ã      |           |